# IC 4596
IC 4596 — галактика типу SBab () у сузір'ї Скорпіон.
Цей об'єкт міститься в оригінальній редакції індексного каталогу.